# Nokia 7020
Il Nokia 7020 è un telefonino prodotto dall'azienda finlandese Nokia e messo in commercio nel 2009.

## Caratteristiche
- Dimensioni: 91 x 47 x 17 mm
- Massa: 86 g
- Risoluzione display: 240 x 320 pixel a 262 144 colori
- Risoluzione display esterno: 168 x 128 pixel monocromatico
- Durata batteria in conversazione: 4 ore
- Durata batteria in standby: 350 ore (14 giorni)
- Memoria: 45 MB espandibile con MicroSD o SDHC fino a 16 GB
- Fotocamera: 2.0 megapixel
- Bluetooth